# Compresor de hidruro

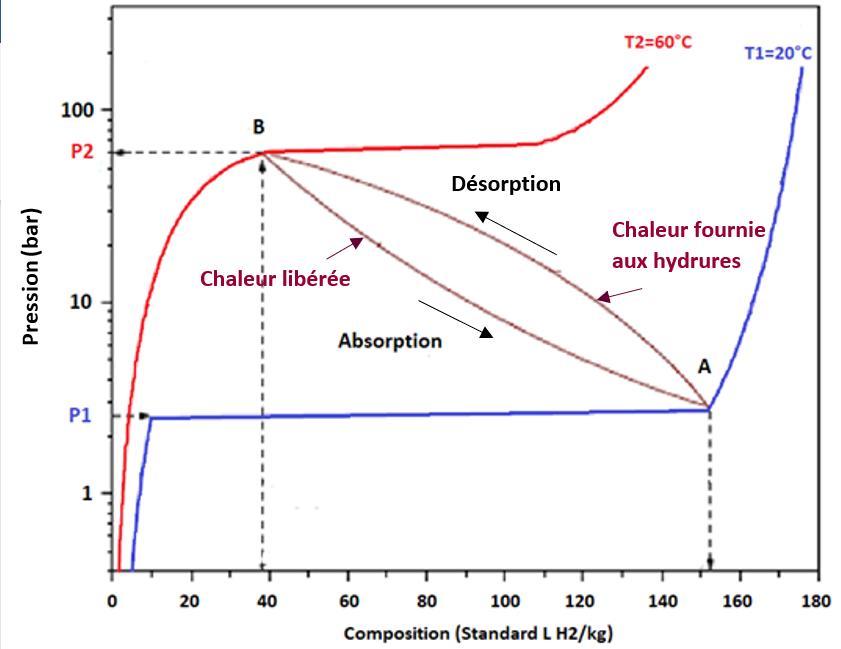
Un compresor de hidruro es un compresor de hidrógeno basado en hidruros metálicos con absorción de hidrógeno en presión baja, liberando calor, y liberación de hidrógeno a presión más alta, por absorción de calor con un punto de calor externo a temperatura más alta.

Un compresor de hidruro es un compresor de hidrógeno  basado en hidruros metálicos con absorción de hidrógeno en presión baja, liberando calor, y liberación de hidrógeno a presión más alta, por absorpción de calor con un punto de calor externo a temperatura más alta.
Las ventajas del compresor de hidruro son una densidad volumétrica alta, sin movimiento de piezas, la simplicidad en diseño y operación, la posibilidad de consumir calor residual en vez de electricidad, y la reversibilidad de desorción/absorción. Las desventajas son el coste alto  del hidruro metálico y el peso.

## Historia
Las primeras aplicaciones de hidruros metálicos estuvieron hechas por NASA para demostrar almacenamiento de hidrógeno de largo plazo para uso en propulsión espacial. En los 1970s, automóviles, furgonetas, y forklifts estuvieron demostrados. Los hidruros metálicos estuvieron utilizados para el almacenamiento de hidrógeno, su separación y su refrigeración. Un ejemplo de uso actual son hidrógeno sorption cryocoolers  y compresores de hidruro de metal portátiles.